# てぃーだスクエア
株式会社てぃーだスクエア（英: TI-DA Square Co.,Ltd）は、沖縄県浦添市に本社を置き沖縄地域ブログ「てぃーだブログ」、ビジネス支援施設「てぃーだスクエア」を運営する日本の企業。

## 概要
2010年2月1日に静岡県浜松市に本社を置く株式会社シーポイント（以下、シーポイント）の完全子会社として沖縄県浦添市牧港に設立された。
元はシーポイントの沖縄支店という扱いであったが、同社が2005年3月に開設した沖縄県に特化した地域ブログ「てぃーだブログ」が、県内最大級のブログへと成長したことにより、経営の柔軟性を確保することなどを目的にブログ運営事業を引き継ぐ形で同社の完全子会社として設立された。初代代表取締役社長には、「てぃーだブログ」の運営を統括してきた上原稔が着任した。
さらに、2010年3月には本社建物の1階部分(394m2)にブログを活用した中小企業のビジネス支援施設「てぃーだスクエア」を開設した。
2016年3月に、浦添市浦添市西原にある複合商業施設 P's SQUARE 3階に移転。
現在は、与那原町に移転している。

## 沿革
- 2004年11月 - 沖縄県浦添市西洲に株式会社シーポイント沖縄支店設立。
- 2005年3月21日 - 沖縄地域ブログ「てぃーだブログ」を開設。
- 2009年12月19日 - 浦添市西洲から同市牧港に移転。
- 2010年2月1日 - 株式会社てぃーだスクエア設立。ブログ運営事業等を株式会社シーポイントより引き継ぐ。
- 2010年3月21日 - ビジネス支援施設「てぃーだスクエア」を開設。
- 2016年3月1日 - 浦添市牧港から同市西原にある複合商業施設 P's SQUARE 3階に移転。
- 2021年3月1日 - 浦添市西原から与那原町字与那原に移転。

## 主な事業

### 地域ブログ「てぃーだブログ」の運営
2005年3月21日に開設した沖縄県に特化した地域ブログ「てぃーだブログ」の運営を行っている。

### ビジネス支援施設「てぃーだスクエア」の運営
2010年3月21日に開設されたビジネス支援センター「てぃーだスクエア」の運営を行っている。
2016年3月1日　事務所移転に伴いビジネス支援の運営を廃止